# Paredes de Nava (kommunhuvudort)
Paredes de Nava är en kommunhuvudort i Spanien.   Den ligger i provinsen Provincia de Palencia och regionen Kastilien och Leon, i den norra delen av landet, 210 km norr om huvudstaden Madrid. Paredes de Nava ligger 785 meter över havet och antalet invånare är 2 274.
Terrängen runt Paredes de Nava är platt. Runt Paredes de Nava är det glesbefolkat, med 14 invånare per kvadratkilometer. Paredes de Nava är det största samhället i trakten. Trakten runt Paredes de Nava består till största delen av jordbruksmark.